# Barış Ataş
Barış Ataş (Kulp, 1º febbraio 1987) è un ex calciatore turco, di ruolo centrocampista.

## Carriera

### Club
Ha giocato nella prima divisione turca.

### Nazionale
Ha giocato nelle nazionali giovanili turche Under-19 ed Under-21.

## Palmarès

### Club

#### Competizioni nazionali
- Supercoppa di Turchia: 1

Trazbonspor: 2010